# Sverre Kjelsberg

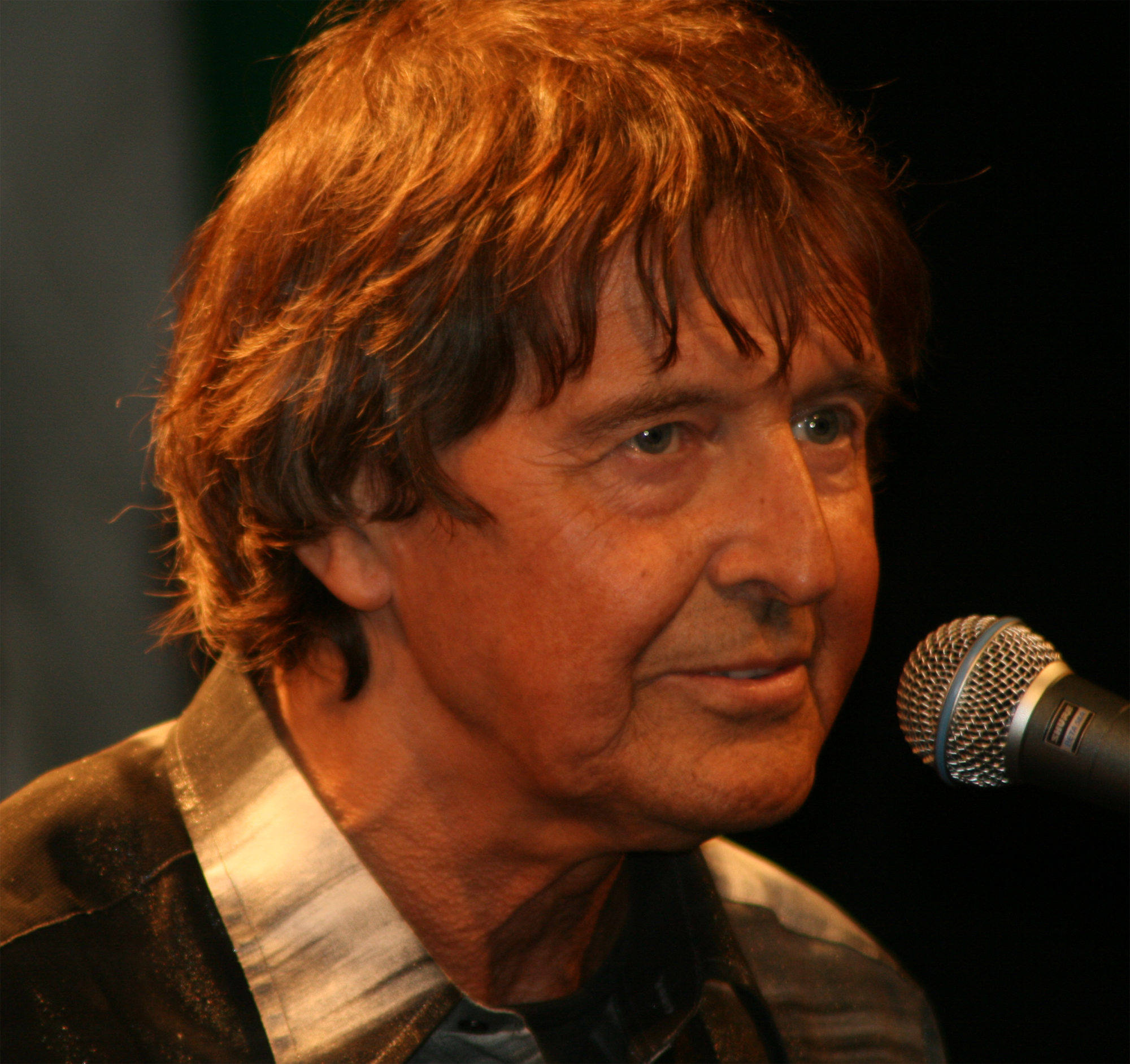
Kjelsberg em 2009.

Sverre Kjelsberg (Tromsø, 18 de outubro de 1946-morreu na mesma cidade em 8 de junho 2016) foi um cantor, guitarrista, músico, baixo norueguês. Foi membro da banda The Pussycats, desde 1964. Ele e Mattis Hætta representaram a Noruega no Festival Eurovisão da Canção 1980 com o tema Sámiid Ædnan, que foi composta por Kjelsberg e Ragnar Olsen.

## Álbuns
- Etter mørketia (MAI, 1979)
- Kära Syster com Tage Löf, um pianista sueco (MAI, 1980). INeste álbum está a canção Sámiid Ædnan.
- Låla! (MAI, 1980) yoik com Mattis Hætta
- Sverre (Hot Line, 1982).
- Den glade pessimisten (OK, 1987), com Ragnar Olsen
- Drømmen e fri (Nord-Norsk Plateselskap, 1994)
- Større kraft enn krutt (2005). Samleplate.